# Gulstrupig mård
Gulstrupig mård eller charsamård (Martes flavigula) är ett rovdjur i släktet mårdar. Under 1900-talet flyttades arten av några zoologer till det egna släktet Lamprogale men denna indelning godkändes inte av senare auktoriteter. Den är nära släkt med nilgirimården som förekommer i södra Indien.

## Utseende
Pälsens färg är huvudsakligen ljusbrun men huvudet, extremiteterna, den bakre delen av kroppen och svansen är mörkbruna eller svarta. Liksom hos den europeiska mården finns en intensivt gulaktig halsfläck på strupen som sträcker sig fram till bröstet. Djurets vinterpäls är blekare. Kroppslängden ligger mellan 45 och 65 cm, svanslängden mellan 37 och 45 cm och vikten mellan 2 och 3 kilogram.

## Utbredning
Denna art förekommer från sydöstra Sibirien och östra Afghanistan över norra Pakistan, norra Indien, Nepal, Kina, det sydostasiatiska fastlandet och Malackahalvön till Borneo och Java. Gulstrupig mård lever i barrskogar, blandskogar och lövskogar. Den besöker även palmodlingar. I bergstrakter når arten 4 000 meter över havet.

## Levnadssätt
Den gulstrupiga mården är främst aktiv på dagen och jagar huvudsakligen på marken. Under nätter med intensivt månljus och ibland under andra nätter kan arten vara nattaktiv. Den har även bra förmåga att klättra. Födan utgörs av däggdjur som gnagare och pipharar, av grodor, ödlor, mindre fåglar, fågelägg, insekter, honung och frukter. Ibland jagas ungdjur av myskhjortar eller andra partåiga hovdjur. Vid människans samhällen äter den gulstrupiga mården matavfall. Ofta jagar arten i par men individerna kan hålla ett avstånd av upp till 100 meter från varandra vad som kan uppfattas som ensamjagande djur. Jakt på hovdjur sker även i mindre flockar.
Honan föder upp till fem ungar per kull efter 220 till 290 dagars dräktighet. Några exemplar kan leva 14 år.

## Hot
I motsats till flera andra mårddjur fanns ingen betydande jakt på gulstrupig mård. I några regioner förekommer förföljelse på grund av att de öppnar bikupor eller för köttets samt pälsens skull. Det största hotet utgörs av förstöringen av mårdens levnadsområde genom skogsskövling. Arten vistas ofta i svårtillgängliga kuperade områden och bergstrakter där skogsbruket är mindre vinstbringande. Gulstrupig mård hittas i olika naturskyddsområden. IUCN listar hela beståndet som livskraftigt (LC). På sydostasiatiska öar kan hoten medföra att arten blir sällsynt.